# Gli occhi dentro
Gli occhi dentro è un film del 1994 diretto da Bruno Mattei. Oltre che dirigere il film, Mattei si occupò anche del montaggio, mentre la sceneggiatura venne scritta da Lorenzo De Luca. Tra gli interpreti figurano l'attrice Monica Seller e l'attore di film di serie B Antonio Zequila, che collaborerà con Mattei anche nei suoi successivi thriller erotici.
La sceneggiatura del film tratta la storia di un serial killer che, dopo aver accoltellato a morte le sue vittime, rimuove i loro occhi dalle orbite. Gli omicidi avvengono in maniera misteriosa, infatti il killer copia il modus operandi degli omicidi che vengono pubblicati in dei fumetti gialli che una donna scrive ogni settimana. La polizia cercherà di trovare il killer, mentre il numero degli omicidi cresce vertiginosamente.
Il film venne distribuito direttamente in versione VHS per il mercato estero nel 1994 con il titolo Eyes Without a Face - Madness. Rispetto ai precedenti film di Mattei, questo lungometraggio venne accolto in maniera più positiva sia dal pubblico che dai critici cinematografici.

## Trama
Giovanna Dei è una giovane fumettista di talento. Il suo successo proviene dalla creazione di un personaggio chiamato dottor Dark. Il personaggio è influenzato dalla storia di Dottor Jekyll e mr. Hyde; infatti il dottor Dark è un killer psicopatico con una doppia personalità, che è un noto professore di religioni pagane di giorno e un maniaco assassino di notte.
Presto però, alcune fatti turberanno la tranquilla vita di Giovanna. Un pazzo a piede libero uccide delle baby sitter nella stessa maniera in cui il dottor Dark uccide le su vittime. Il killer infatti uccide le donne cavandole gli occhi e usando un'antica tecnica egiziana. Dopo questi avvenimenti il fumetto viene duramente criticato e Giovanna difende il suo lavoro durante una conferenza sui fumetti e decide di continuare a scrivere; inoltre decide di allontanarsi dalla città e lavorare. Quando torna nel suo studio scopre che il killer è venuto a farle visita e le ha lasciato gli occhi di una sua vittima dentro un vaso.
Ovviamente l'assassino cerca di farla soffrire per i suoi crimini e lei inizia a trovare gli occhi delle vittime a casa sua. 
Giovanna allora cercherà di scoprire la vera identità dello psicopatico.

## Produzione
Rispetto ai precedenti Attrazione pericolosa e Gatta alla pari e ai successivi Un grande amore, Innamorata, Omicidio al telefono e Legittima vendetta, Gli occhi dentro è un thriller horror, non un thriller erotico, mentre Gatta alla pari, Un grande amore e Innamorata sono dei semplici film erotici. Al film ha partecipato la stessa troupe cinematografica dei thriller erotici che vennero realizzati da Mattei e commissionatogli da Ninì Grassia (tra l'altro i due registi hanno collaborato anche alla trilogia di Ramba), tra cui anche Vittorio Giannelli che collaborò con Mattei all'allestimento di tutti e sette i set cinematografici dei suoi film; inoltre tra i protagonisti figura nuovamente Antonio Zequila.
Mattei firmò la regia del film con lo pseudonimo Herik Montgomery, nome che verrà usato solo in questo film. Lorenzo De Luca ricordando la collaborazione con Mattei disse del film che: «Bruno mi lasciò molto spazio per fare come volevo, purché il film non costasse troppo e non ci fossero troppi personaggi. Mi sono divertito molto, anche se essendo un low budget mi pagarono molto poco.» Inoltre il copione e il soggetto vennero scritti in un'unica settimana a causa del basso budget.
In Italia il film è conosciuto anche con il titolo Occhi senza volto e venne distribuito solo alla fine degli anni '90 in versione limitata. Nell'edizione VHS la distribuzione ha aggiunto diverse scene prese dal film di Lamberto Bava La casa con la scala nel buio, che non ha alcun nesso con il film.

## Tributo
Il gruppo musicale An Innocent Young Throat-Cutter ha reso omaggio a Bruno Mattei e al film pubblicando nel 2009 la musicassetta Gli occhi dentro - Tribute To Bruno Mattei. L'album è stato distribuito in versione limitata di 120 cassette ed è composto da due tracce.
Gli occhi dentro - Tribute To Bruno Mattei
1. Eyes Without A Face – Cristiano Renzoni, Richard Ramirez
2. Eyes Without A Face Pt.2 – Cristiano Renzoni, Richard Ramirez

## Accoglienza

### Critica
Rispetto ai precedenti film di Mattei, Gli occhi dentro è stato accolto in maniera più positiva dal pubblico.
Lorenzo De Luca l'ha definito come «una sorta di Psicho al femminile, a costo bassissimo, ma, nella sua natura di trash-movie, a suo modo divertente e avvincente.» Anche il sito "Cinema De Bizarre.com" ha dato al film una recensione positiva, raccomandandolo altamente e dicendo che «questo è stato il primo tentativo di Bruno [Mattei] di fare un film giallo, e questo potrebbe essere il suo momento migliore.»